# Giovanni Domenico Ferrucci
Giovanni Domenico Ferrucci  (né en 1619 à Fiesole, en Toscane, mort à Lucques après 1669) était un peintre italien baroque du XVIIe siècle, qui a été actif principalement à Lucques.

## Biographie
Né à Fiesole, il devient d'abord l'élève de Cesare Dandini à Florence.
Antonio Franchi fut de ses élèves, à Lucques.

## Œuvres
- Saint Antoine de Padoue, Chiesa di San Tommaso, Lucques
- Saint Antoine et saint Pierre martyr (1669), église de San Romano, Lucques.
- Vierge du Rosaire, nef de gauche, Chiesa di Santa Maria a Carignano, Lucques
- Notre-Dame du Mont Carmel (1652), paroisse de Saint - Martino in Vignale.
- Mariage mystique de sainte  Catherine  (1676), église de Saint-Lucca Anna.
- Volto Santo, Musée de la cathédrale de Lucques
- Ascension, Curia Vescovile de Pistoia